# 佩里 (喬治亞州)
佩里（英語：Perry）是一個位於美国喬治亞州休斯敦縣和皮奇縣的城市。根據2010年美國人口普查，該地人口為13839人，而該地的面積約為68.10平方千米。同時該地也是休斯敦縣的縣治。

## 地理
佩里的座標為32°27′54″N 83°43′16″W / 32.46500°N 83.72111°W，而該地的平均海拔高度為111米（即364英尺）。